# Servicio Regional Salta
El Servicio Regional Salta es un servicio ferroviario interurbano de la provincia argentina de Salta.
Se presta entre las estaciones Campo Quijano, Salta y Güemes a través de 80 km. Sus vías corresponden al Ramal C13 (Güemes–Cerrillos) y Ramal C14 del Ferrocarril Belgrano (Cerrillos–Campo Quijano).

## Historia
En febrero de 2021, se realizaron pruebas hasta la estación de Campo Quijano, en virtud de la inminente extensión del servicio hasta esta localidad.
El día viernes 16 de abril de 2021, se extendió el servicio, con dos frecuencias diarias ascendentes y descendentes.